# マナバーン
『マナバーン』（MANABURN）は、ホビージャパンから発行されている不定期刊行のゲーム雑誌およびムック書籍。タイトルは『マジック:ザ・ギャザリング』のゲーム中におけるシステムの1つから。詳細は「マジック:ザ・ギャザリング#用語」を参照。
2004年11月より『ゲームぎゃざ』から別冊増刊として分離した『マジック:ザ・ギャザリング』専門の月刊雑誌で、2005年6月まで計8号を発行した。休刊後、マジックの記事は再び『ゲームぎゃざ』に戻ったが、扱われる量は以前より減ってしまった。
- マナバーン  Vol.1（2004年11月）
- マナバーン  Vol.2（2004年12月）
- マナバーン  Vol.3（2005年1月）
- マナバーン  Vol.4（2005年2月）
- マナバーン  Vol.5（2005年3月）
- マナバーン  Vol.6（2005年4月）
- マナバーン  Vol.7（2005年5月）
- マナバーン  Vol.8（2005年6月）

その後、2008年2月に『ゲームぎゃざ』後継誌の月刊『GAME JAPAN』特別編集ムックとして復刊。以後は後継誌の『カードゲーマー』特別編集ムックとして、年に1〜2回のペースで刊行されている。
- マナバーン2008（2008年2月）
- マナバーン2009（2009年2月）
- マナバーン2009 Vol.2（2009年8月）
- マナバーン2010（2010年2月）
- マナバーン2012（2011年8月）
- マナバーン2013（2012年9月）
- マナバーン2014（2013年9月）
- マナバーン2015（2014年9月）
- マナバーン2015 EXTRA（2015年5月）
- マナバーン2016（2015年11月）
- マナバーン2017（2016年11月）
- マナバーン2018（2017年11月）
- マナバーン2019（2018年12月）
- マナバーン2020（2019年12月）